# Areca minuta
Areca minuta är en enhjärtbladig växtart som beskrevs av Rudolph Herman Scheffer. Areca minuta ingår i släktet Areca och familjen Arecaceae. Inga underarter finns listade i Catalogue of Life.